# Arbejderpartiet Kommunisterne
Arbejderpartiet Kommunisterne (APK) er et dansk kommunistisk venstrefløjsparti stiftet i april 2000. Partiet driver en række medier, blandt andet YouTube-kanalen KPnetTV og avisen Enhed og Kamp. Partiet tager ideologisk udgangspunkt i stalinismen og hoxhaismen.

## Historie
APK blev stiftet ved en kongres 21.–23. april 2000 som fortsættelse af organisationen Oktober, der stiftedes august 1997 med netop det formål at stifte et kommunistisk parti i Danmark. APK definerer sig som et revolutionært kommunistisk arbejderklasseparti baseret på et marxistisk-leninistisk ideologiske grundlag; partiet bygger blandt andet på Stalins og Enver Hoxhas politiske anskuelser i opbygningen af socialismen i Sovjetunionen og Albanien.
DKP/ml var blevet stiftet i 1978. Blandt andet set ud fra APK's synspunkt kom stiftelsen af DKP/ml ud fra en kritik af den reformistiske linje, som DKP havde lagt sig ind på, bedre kendt som "strategien for det antimonopolitiske demokrati", der gik ud på en "fredelig overgang" til socialisme i Danmark. Ifølge APK var en anden vigtig årsag til DKP/ml's dannelse også opgøret med maoismen.
Organisationen Oktober, som stiftede APK, var en udbrydergruppe af DKP/ml. Udbrydergruppen, der var repræsenteret af DKP/ml's formand Klaus Riis, var på grund af uenigheder over flertallet i partiet ønskede en "sammenslutning med KPiD", brudt ud af DKP/ml efter partiets syvende kongres i april 1997, op til kongressen havde Klaus Riis nedlagt sit formand skab og alle hans forslag mødte ikke flertal på kongressen, Klaus Riis forlod kongressen og dannede ifølge DKP/ml efterfølgende sin egen fraktion i partiet. Dannelse af fraktionen resulterede i eksklusion af Klaus Riis og andre fra partiet, da DKP/ml mente at "dannelse af en egentlig fraktion under ledelse af partiets tidligere formand", var "partiskadelig virksomhed". 

## Politik
APK betegner sig selv som et traditionelt kommunistisk parti, der bekæmper den moderne revisionisme, partiet mener efter Stalins død i 1953 at "en gruppe revisionister i ledelsen af det kommunistiske parti ved et kup tilrev sig magten over partiet og arbejderklassensstat (Sovjetunionen red.)", revisionisterne der henvises til er Nikita Khrusjtjov og hans støtter, der fik deres politik indført på SUKP's 20. kongres i 1956.
Dog mener partiet "Undtagelsen herfra var Enver Hoxhas socialistiske Albanien, som gav nye beviser på socialismens historiske dynamik. Denne store marxist-leninist og Albaniens Arbejdets Parti bekæmpede den moderne revisionisme af enhver afskygning og afslørede den revisionistiske kontrarevolution".

## Om partiet
Nuværende formand er Jonas Ørting, som erstattede Dorte Grenaa. Grenaa blev valgt ved den stiftende kongres i april 2000. Dortes søn Lars blev landskendt da han kastede maling på den daværende statsminister Anders Fogh Rasmussen i en anti-krigs protest.
APK udgiver det teoretiske kvartalstidsskrift Enhed og Kamp, der i 2017 afløste månedsbladet Kommunistisk Politik (1997-2017), samt tidsskriftet Orientering, og en daglig internetavis kaldet Kommunistisk Politik Netavisen. APK driver også net-tv stationen KPnetTV og udsender videoer via YouTube, der primært dækker venstrefløjen i Danmark. Kanalen blev startet i 2009.
APK har en ungdomsorganisation kaldet Danmarks Kommunistiske Ungdomforbund (DKU), siden 1999.
Internationalt er APK medlem af Den Internationale Konference af Marxistisk-Leninistiske Partier og Organisationer, der er en international hoxhaistisk organisation.